# Schipkapass (Annweiler)
Schipkapass ist der Name eines schmalen, malerischen Durchbruchs durch die Stadtmauer im pfälzischen Annweiler am Trifels. 

## Lage
Die Straße ist Teil der Denkmalzone Altstadt.

## Eigenschaften
Die Passage nahe der einstigen Lohmühle an der Queich wird mit einer Hinweistafel beschrieben, die auf einen Veteranen verweist, der an dieser Stelle von seinen Kriegstaten erzählte. Die Benennung und Datierung des Durchbruchs ist allerdings nicht restlos geklärt, jedoch wurde die Bezeichnung zum offiziellen Straßennamen.